# 橙黃色

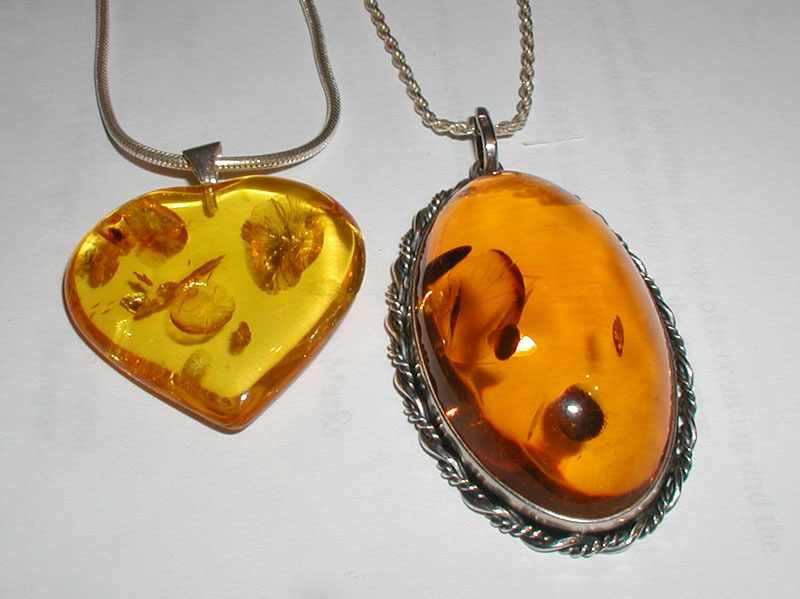
琥珀的顏色

橙黃色（Amber）是一種顏色，屬於琥珀色的一種，介乎金色和橙色之間。
根據「顏色字典」，Amber中的釋義就是橙黃色。在香港，Amber被用作黃色暴雨警告訊號中形容「黃色」的字。